# Cerapachys fossulatus
Cerapachys fossulatus är en myrart som beskrevs av Auguste-Henri Forel 1895. Cerapachys fossulatus ingår i släktet Cerapachys och familjen myror. Inga underarter finns listade i Catalogue of Life.